# Physical Markup Language
Die Physical Markup Language (PML) ist eine XML-konforme Beschreibungssprache für den Inhalt der über das EPC-Netzwerk (EPC: electronic product code, Elektronischer Produktcode) ausgetauschten Information. PML ist eine standardisierte „Sprache“ für die Speicherung von Daten über Objekte, die sowohl von Menschen als auch von Maschinen gelesen werden kann. Damit können Informationen über Zeit, Ort und Umweltbedingungen sowie über die Eigentümer von Objekten gespeichert werden.
Die Physical Markup Language wurde vom Auto-ID Center des Massachusetts Institute of Technology (MIT) als Teil ihres RFID-Systems entworfen.